# Coelioxys bonplandiana
Coelioxys bonplandiana är en biart som beskrevs av Holmberg 1918. Coelioxys bonplandiana ingår i släktet kägelbin, och familjen buksamlarbin. Inga underarter finns listade i Catalogue of Life.